# Jaroslav Dostálek
Jaroslav Dostálek (10. září 1909 Mnichovo Hradiště – 25. července 1996 Bělá pod Bezdězem) byl český římskokatolický kněz, biskupský rada a sídelní kanovník litoměřické katedrální kapituly u sv. Štěpána.

## Kněžské začátky
Na kněze pro službu v litoměřické diecézi byl vysvěcen 1. července 1934. Těžiště jeho kněžského působení bylo v Bělé pod Bezdězem a okolí. Od 1. února 1947 je uváděn jako farář v Bělé pod Bezdězem a jako administrátor excurrendo farností Dolní Krupá a Kuřivody, které spravoval do 1. března 1951. Poté působil v Rumburku v letech 1951-1952. Od 13. října 1952, spravoval pak Bělou pod Bezdězem jako farář, a administroval excurrendo farnosti Bezděz, Dolní Krupou a Bezdědice. V těchto farnostech pracoval až do roku 1991, kdy z důvodu věku rezignoval.

## Ocenění služby
Když biskup litoměřické diecéze Štěpán Trochta, ve smyslu Motu proprio papeže Pavla VI. Ecclesiae Sanctae z 6. srpna 1966 a dekretů II. vatikánského koncilu, zřídil dne 28. března 1969 Diecézní kněžskou radu. Jmenoval do ní také Jaroslava Dostálka. V roce 1970 byl jmenován skutečným biskupským radou a čestným biskupským notářem. Dne 28. listopadu 1972 byl biskupem Štěpánem Trochtou jmenován sídelním kanovníkem litoměřické katedrální kapituly s kanonikátem královským (lat. regius).
Obětavá a dlouholetá služba v litoměřické diecézi byla připomínána při jeho pohřbu 31. července 1996 při zádušní mši v kostele Povýšení sv. Kříže v Bělé pod Bezdězem a při následném uložení ostatků do rodinného hrobu v Mnichově Hradišti litoměřickým biskupem Josefem Kouklem.